# Дохерти, Лоуренс
Хью Ло́уренс «Ло́ри» До́херти (англ. Hugh Lawrence Doherty; 8 октября 1875, Лондон — 21 августа 1919, Бродстейрс) — британский теннисист, пятикратный победитель Уимблдонского турнира, чемпион открытого чемпионата США, четырёхкратный обладатель Кубка Дэвиса и двукратный чемпион летних Олимпийских игр 1900. Брат Реджинальда Дохерти.

## Общая информация
Так же как и его старший брат Реджинальд, Лоуренс Дохерти учился в Тринити-Холл, в Кембридже. После окончания университета он полностью сосредоточился на теннисе.
На Уимблдонском турнире побеждал пять раз подряд в одиночном разряде и восемь раз в паре со своим братом.
В 1903 году Лоуренс стал первым в истории теннисистом, которому удалось выиграть два различных турнира Большого шлема в одиночном разряде, после того как на Чемпионате США, в финале, он со счетом 6-0, 6-3, 10-8 победил действующего чемпиона Уильяма Ларнеда.
Кроме того, он шесть раз подряд (1901—1906) побеждал  на знаменитом травяном  турнире British Covered Court Championships и шесть раз (1898—1904) — на грунтовых кортах Чемпионата Юга Франции, в Ницце.
Лоуренс был просто непобедим между 1903 и 1906 гг., и он был достаточно умен для того, чтобы понять, что пришло время завершить карьеру после того как выиграл пятый подряд титул на Уимблдоне.
В 1906 он отказался от тенниса ради игры в гольф и в этом виде спорта ему, впоследствии,  так же удалось добиться серьёзных результатов.
Когда началась  Первая мировая война Лоуренс Дохерти вступил в Королевский Военно-Морской резерв. Но тяготы военной службы ухудшили и без того хрупкое здоровье.  Лоуренс был демобилизован, и он умер 21 августа 1919 года, в возрасте 43-х лет, после продолжительной болезни.
В 1980 году имя Лоуренса Дохерти было включено в списки Международного зала теннисной славы в Ньюпорте.

## Турниры Большого шлема
Дохерти является 16-кратным победителем турниров Большого шлема

### Финалы турниров Большого шлема в одиночном разряде: 7 (6-1)

#### Победы (6)
| Год  | Турнир              | Соперник в Финале | Счёт в финале      |
| 1902 | Уимблдонский турнир | Артур Гор         | 6-4, 6-3, 3-6, 6-0 |
| 1903 | Уимблдонский турнир | Фрэнк Райзли      | 7-5, 6-3, 6-0      |
| 1903 | Чемпионат США       | Уильям Ларнед     | 6-0, 6-3, 10-8     |
| 1904 | Уимблдонский турнир | Фрэнк Райзли      | 6-1, 7-5, 8-6      |
| 1905 | Уимблдонский турнир | Норман Брукс      | 8-6, 6-2, 6-4      |
| 1906 | Уимблдонский турнир | Фрэнк Райзли      | 6-4, 4-6, 6-2, 6-3 |

#### Поражения (1)
| Год  | Турнир              | Соперник в Финале | Счёт в финале           |
| 1898 | Уимблдонский турнир | Гарольд Махони    | 6-3, 6-3, 2-6, 5-7, 6-1 |

### Финалы турниров в парном разряде: 12 (10-2)

#### Победы (10)
| Год  | Турнир              | Партнёр       | Соперники в Финале                | Счёт в финале           |
| 1897 | Уимблдонский турнир | Реджи Дохерти | Уилфред Бадделей Герберт Бадделей | 6-4, 4-6, 8-6, 6-4      |
| 1898 | Уимблдонский турнир | Реджи Дохерти | Кларенс Хобарт Гарольд Нисбет     | 6-4, 6-4, 6-2           |
| 1899 | Уимблдонский турнир | Реджи Дохерти | Кларенс Хобарт Гарольд Нисбет     | 7-5, 6-0, 6-2           |
| 1900 | Уимблдонский турнир | Реджи Дохерти | Герберт Баррет Гарольд Нисбет     | 9-7, 7-5, 4-6, 3-6, 6-3 |
| 1901 | Уимблдонский турнир | Реджи Дохерти | Дуайт Дэвис Холкомб Уорд          | 4-6, 6-2, 6-3, 9-7      |
| 1902 | Чемпионат США       | Реджи Дохерти | Дуайт Дэвис Холкомб Уорд          | 11-9, 12-10, 6-4        |
| 1903 | Уимблдонский турнир | Реджи Дохерти | Сидни Говард-Смит Фрэнк Райзли    | 6-4, 6-4, 6-4           |
| 1903 | Чемпионат США       | Реджи Дохерти | Крейг Коллинс Гарри Уайндер       | 7-5, 6-3, 6-3           |
| 1904 | Уимблдонский турнир | Реджи Дохерти | Сидни Говард-Смит Фрэнк Райзли    | 6-1, 6-2, 6-4           |
| 1905 | Уимблдонский турнир | Реджи Дохерти | Сидни Говард-Смит Фрэнк Райзли    | 6-2, 6-4, 6-8, 6-3      |

#### Поражения (2)
| Год  | Турнир              | Партнёр       | Соперники в Финале             | Счёт в финале            |
| 1902 | Уимблдонский турнир | Реджи Дохерти | Фрэнк Райзли Сидни Говард-Смит | 4-6, 8-6, 6-3, 4-6, 11-9 |
| 1906 | Уимблдонский турнир | Реджи Дохерти | Фрэнк Райзли Сидни Говард-Смит | 6-8, 6-4, 5-7, 6-3, 6-3  |

## Кубок Дэвиса
Дохерти входил в состав сборной Великобритании на пяти розыгрышах Кубка, которая стала победительницей турнира 1903, 1904, 1905 и 1906 и заняла второе место в 1902.

## Летние Олимпийские игры 1900
На Играх 1900 в Париже Лоуренс Дохерти соревновался в трёх турнирах — одиночном, парном и смешанном. В первом состязании он стал чемпионом, обыграв в финале Гарольда Махони, причём в ходе турнира ему пришлось играть против своего брата Реджинальда. Братья решили не проводить матч, и в финал прошёл Лоуренс. В парном соревновании братья, играя в паре, ещё раз стали чемпионами. В смешанном турнире Лоуренс играл вместе с американкой Марион Джонс, и они смогли выиграть бронзовые награды.